# Hiroshi Itaya
Hiroshi Itaya (jap. 板谷 博, Itaya Hiroshi; * um 1970) ist ein japanischer Jazzmusiker (Posaune).

## Leben
Hiroshi Itaya arbeitete in der japanischen Jazzszene ab den 1970er Jahren u. a. mit Takashi Miyasaki, mit dem 1979 erste Aufnahmen entstanden (Animals Garden), in den folgenden Jahren in der Bigband Seikatsu Kojo Iinkai (This Is Music, Is This?, 1979), und den Orchestern von Shoji Aketagawa, Yoshiaki Fujikawa und Yōsuke Yamashita. Mit dem East Asia Orchestra gastierte er 1984 auf der Jazzbühne Berlin, in den 1990er Jahren spielte er mit Joseph Jarman und Kazutoki Umezu (Ahiru, 1996); außerdem leitete er die Formation Itaya Hiroshi Guilty Physic (u. a. mit Kōichi Matsukaze), mit der er zwei Alben vorlegte, und gehörte den Formationen Betsuni Nanmo Klezmer, dem Orchester Shibusashirazu (Something Different)  und dem Aki Takase Septet (Oriental Express, 1996) an. Im Bereich des Jazz listet ihn Tom Lord zwischen 1979 und 1995 bei 21 Aufnahmesessions.
Er ist nicht mit dem gleichnamigen Ragtime-Pianisten zu verwechseln.

## Diskographische Hinweise
- Itaya Hiroshi Guilty Physic: Shake You Up (1991)
- Itaya Hiroshi Guilty Physic: VAL (Off Note, 1995), mit Koichi Matsukaze, Akihiro Ishiwatari, Isao Miyoshi, Yoichi Yahiro, Shota Koyama